# Іларіо Ді Буо
Іларіо Ді Буо  (італ. Ilario Di Buò, 13 грудня 1956) — італійський лучник, олімпійський медаліст.

## Виступи на Олімпіадах
| Олімпіада         | Дисципліна | Місце |
| ----------------- | ---------- | ----- |
| Лос-Анджелес 1984 | особисті   | 29    |
| Сеул 1988         | особисті   | 13    |
| Сеул 1988         | командні   | 9     |
| Барселона 1992    | особисті   | 39    |
| Барселона 1992    | командні   | 14    |
| Сідней 2000       | особисті   | 20    |
| Сідней 2000       | командні   | 2     |
| Афіни 2004        | особисті   | 16    |
| Афіни 2004        | командні   | 7     |
| Пекін 2008        | особисті   | 25T   |
| Пекін 2008        | командні   | 2     |